# 23rd Street (stacja metra na Lexington Avenue Line)
23rd Street – stacja metra nowojorskiego, na linii 4 i 6. Znajduje się w dzielnicy Manhattan, w Nowym Jorku i zlokalizowana jest pomiędzy stacjami 28th Street i 14th Street – Union Square. Została otwarta 27 października 1904.